# Чайный дом на Мясницкой
Ча́йный до́м на Мясни́цкой (Ча́йный магази́н Пе́рлова) — трёхэтажное здание, использовавшееся с 1893 по 1917 год как чайный магазин и доходный дом. Было возведено в 1893-м архитектором Романом Клейном и принадлежало купцу Сергею Васильевичу Перлову. В 1895—1896 годах дом перестроил в псевдокитайском стиле Карл Гиппиус. После Октябрьской революции торговая точка на первом этаже продолжила работать, а верхние помещения были переоборудованы в коммунальные квартиры. С 2000 по 2012 год проходила масштабная реконструкция здания при участии двоюродной правнучки первого владельца Жанны Юрьевны Киртбая.

## История

Витрина чайного дома Перлова, начало XX века

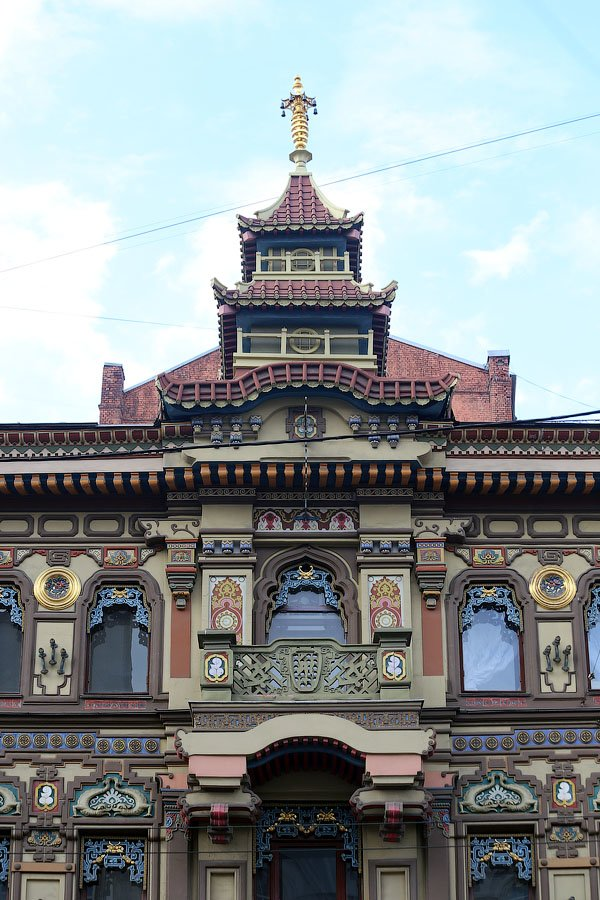
Башня-пагода чайного магазина Перлова, 2014 год

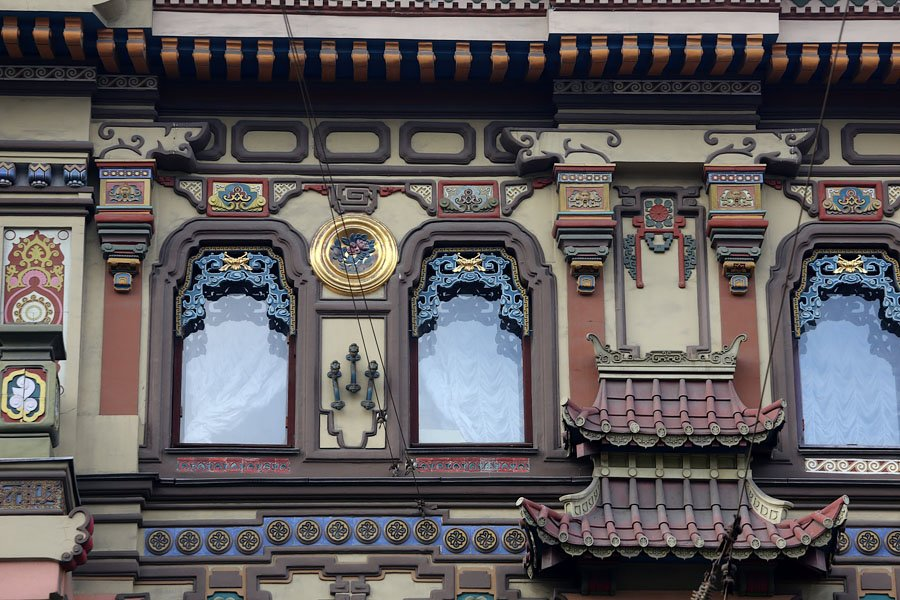
Оформление наличников чайного магазина Перлова, 2014 год

### Первые владельцы
Первые упоминания о территории, на которой располагается чайный дом, относятся к началу XVIII века. В то время земля состояла из нескольких дворов, один из которых принадлежал дьяку Фёдору Мироновичу Сорокину. В 1719 году весь участок приобрёл князь Григорий Волконский, но в связи с денежными затруднениями заложил дом княжне Марии Вяземской, выкупить обратно владения он не смог. Через шесть лет хозяйка перепродала имение Льву Васильевичу Измайлову, и затем по наследству дом перешёл к его внуку Льву Дмитриевичу Измайлову. Он использовал усадьбу во время зимних визитов в Москву. Будучи вспыльчивым и своевольным человеком, в 1831-м Измайлов попал в немилость Николая I, а в 1834 году скончался.
После его смерти участок долгое время переходил от одного владельца к другому. Известно, что в определённый период земля принадлежала руководителю шерстяной фабрики Никону Ивановичу Волкову, а в 1839-м помещение было переоборудовано под женский пансион. Позднее владения выкупила чета Кусовниковых, которая проживала в доме с 1843 по 1870 год. По легенде, Пётр Петрович Кусовников и его жена Софья Ивановна нашли в доме комнату с масонской атрибутикой, принадлежавшую Льву Дмитриевичу Измайлову, и, испугавшись, велели заколотить дверь.

### Владения Перловых
В 1875 году часть имения выкупил чайный магнат Сергей Васильевич Перлов, по традиции того времени здание было оформлено на имя его жены Анны Яковлевны. Согласно другим сведениям, изначально имение приобрёл отец купца Василий Алексеевич Перлов, и только после его смерти строение перешло младшему сыну Сергею, который в 1875-м переоформил документы на имя супруги.
Род Перловых известен с 1752 года. Предположительно, в те времена купцы занимались добычей речного жемчуга. Во второй половине XVIII века они стали одними из первых продавцов чая в Москве. После смерти главы семейства Василия Алексеевича руководство торговым домом «В. Перлов и сыновья» перешло двум братьям Семёну и Сергею. В 1890-м Сергей Перлов решил основать свою фирму. Он заказал архитектору Роману Клейну проектирование трёхэтажного каменного дома на Мясницкой улице в стиле позднего ренессанса, где должен был расположиться главный магазин новой компании. Строительные работы продлились два года и закончились в 1893-м. На первом этаже здания расположился магазин чая, а на втором и третьем — апартаменты хозяина и съёмные квартиры. Перлов славился своей любовью к азиатской культуре и разместил в новом жилище коллекцию произведений искусства Востока, в доме часто устраивались музыкальные вечера и выступления семейного театра. В стенах магазина некоторое время существовала народная читальня, где проводились общественные мероприятия и устраивал молебны пастырь Иоанн Кронштадтский.

### Чайный дом

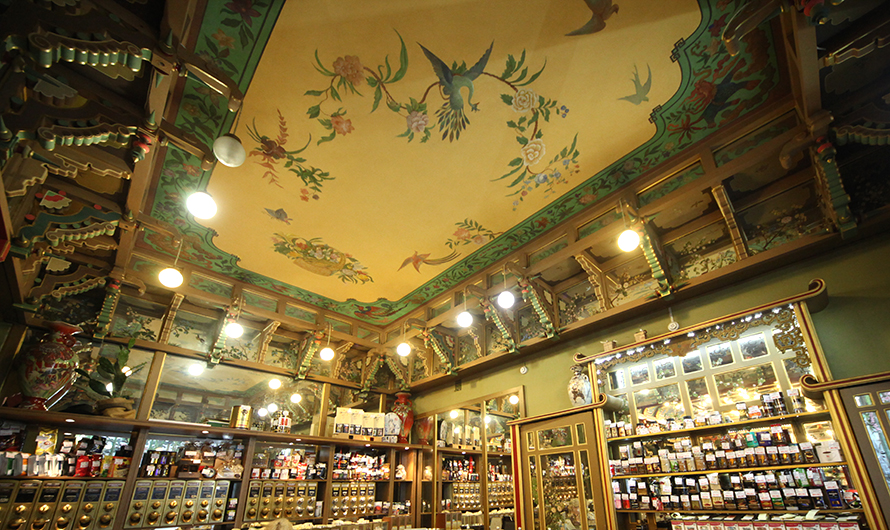
Украшение потолка чайного магазина Перлова, 2017 год

В 1895 году стало известно о приезде чрезвычайного посла и канцлера Китайской империи Ли Хунчжана на коронацию Николая II. В надежде привлечь внимание высокопоставленного гостя и заключить эксклюзивные контракты на поставку чая Сергей Перлов решил перестроить собственный дом в восточном стиле. Предприниматель обратился к молодому архитектору Карлу Гиппиусу. На тот момент он работал в мастерской Романа Клейна, который также принимал участие в реализации необычного проекта.
Доподлинно неизвестно, посещал ли Гиппиус Китай, но искусствоведы отмечают, что ему удалось крайне точно воспроизвести народные мотивы. Архитектор сохранил симметричную композицию существующей постройки, наделив её яркими выступающими объёмами кровель. Парадный вход в магазин был выполнен из тёмно-фиолетового мрамора, а портал над дверью украшали морды животных и рельефное панно с позолоченным павлином. Фасад здания был отделан обилием скульптурных деталей и керамических плиток, выполненных на заказ китайскими мастерами. Основной темой декоративных элементов стали мифические животные. Фронтон дома венчала двухъярусная башенка-пагода, увешанная маленькими колокольчиками. В филёнках над витринами архитектор расположил стилизованные под иероглифы вывески, а над дверным проёмом находилась надпись: «Сергей Васильевич Перлов — главный магазин».
Для отделки интерьеров Перлов заказал у китайских мастеров две полутораметровые вазы и шёлковое панно «Китаец» и «Китаянка». В помещении были установлены мягкие пуфики, на которых можно было дегустировать продукцию магазина. Кессонный потолок украсили орнаментом с позолотой и лампочками, намеренно оставленными архитектором без плафонов: в момент перестройки магазина электрическое освещение было редкостью и подчёркивало премиальный статус заведения. Строительные и отделочные работы были окончены в 1896 году.
Яркое и необычное здание сразу привлекло внимание москвичей, однако, прибыв в город, Ли Хунчжан предпочёл навестить представителей более старой ветви торгового дома. Он посетил имение Семёна Перлова, руководившего на тот момент предприятием «В. Перлов и сыновья». Тем не менее архитектурные особенности дома в псевдокитайском стиле стали успешным рекламным ходом и магазин пользовался популярностью. Братьям удалось выдерживать конкуренцию за счёт грамотной маркетинговой политики: Семён Перлов предлагал массовый продукт, в то время как заведение на Мясницкой посещали в основном представители аристократии и купеческой гильдии. Именно Сергей Перлов первым начал продавать чай в жестяных банках, а почётным клиентам товар преподносили в хрустальных шкатулках. В 1910 году Сергей Перлов умер от рака. 

### Национализация
После Октябрьской революции строение перешло в собственность государства, в верхних этажах расположились коммунальные квартиры, но в нижних помещениях продолжал работать чайный магазин. Фамильный бизнес Перловых распался из-за эмиграции большей части семейства, однако вдова предпринимателя осталась жить в доме на Мясницкой вплоть до своей кончины в 1918-м. В 1920—1930 годах здание получило название «Чаеуправление». В 1960-м дом попал в кинолетопись «Архитектурные памятники Москвы». В те времена на прилавках этой торговой точки можно было найти дефицитные сорта чая, а по своему статусу она приравнивалась к Елисеевскому магазину. Советский драматург Валентин Катаев так описывал строение:
<...> против Почтамта, чайный магазин в китайском стиле, выкрашенный зелёной масляной краской, с фигурами двух китайцев у входа. Он существует и до сих пор, и до сих пор, проходя мимо, вы ощущаете колониальный запах молотого кофе и чая.

## Современность

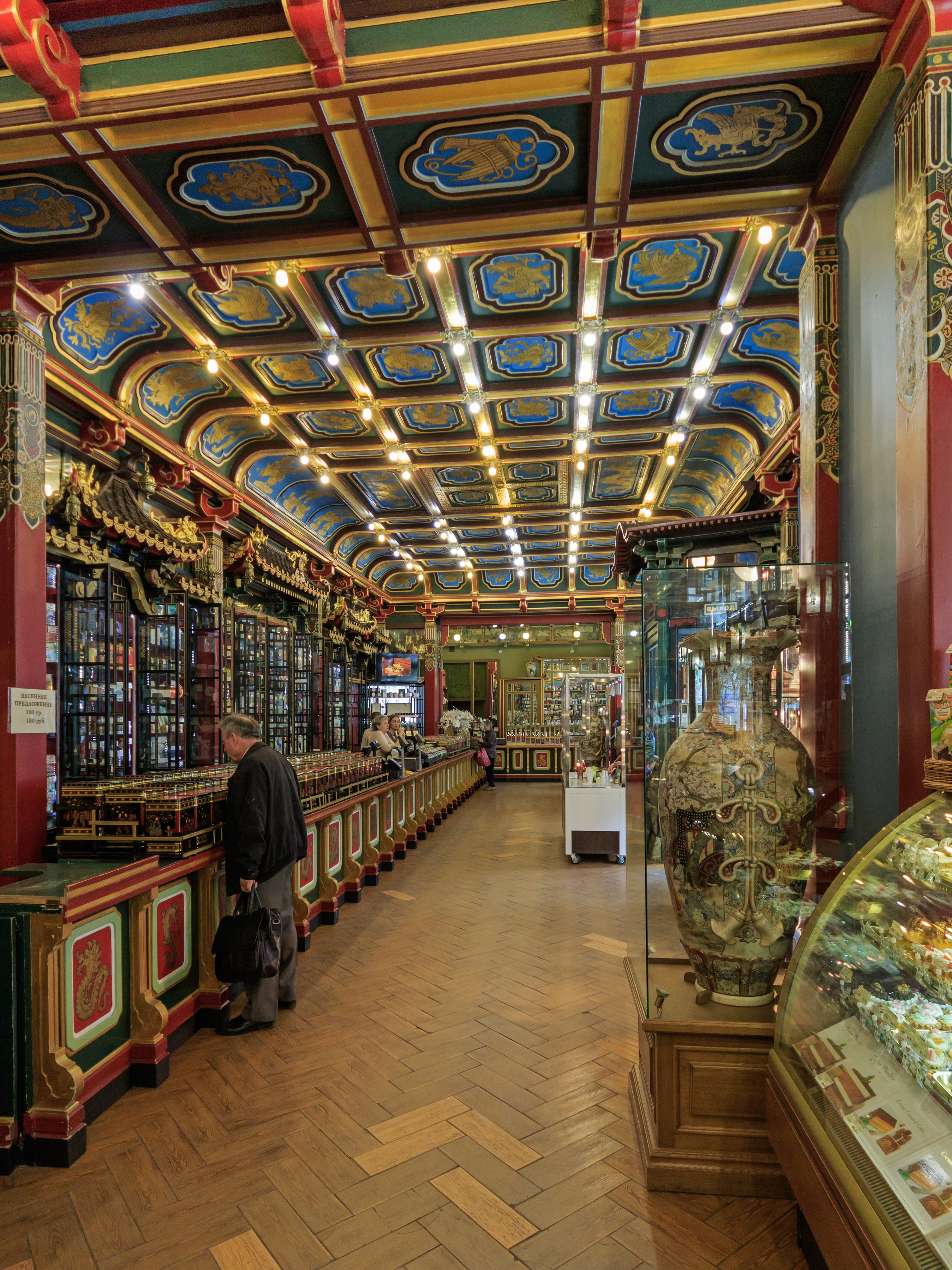
Кессонный потолок чайного магазина Перлова, 2017 год

Несмотря на уникальный декор и популярность чайного магазина, в здании долгое время не проводился капитальный ремонт или реставрация. В конце 1990 годов строение сильно обветшало: перекрытия были поражены грибком, подвалы, в которых раньше хранили чай, затопило, коммуникации разрушились, а убранство фасада было частично утеряно. В это время в мэрию Москвы обратилась правнучка Перлова Жанна Юрьевна Киртбая с идеей восстановить прежний облик дома. При поддержке Патриарха Алексея II компании «Перловы и Ко», директором которой являлась Киртбая, предоставили приоритетное право на конкурсе инвестиционных проектов при прочих равных условиях. В 1998-м между организацией и правительством Москвы был заключён контракт, согласно которому фирма получала в распоряжение помещения на втором и третьем этажах сроком на 49 лет при условии реставрации объекта. Первый этаж оставался в ведомстве чайного магазина, у которого был подписан контракт с правительством до 2017 года.
Изначально для реставрации пригласили китайских мастеров, однако поставленные ими 148 изразцов не выдержали морозов и потрескались. Позднее к проекту привлекли представителей российского института «Спецпроектреставрация» под руководством Натальи Сафонцевой и Сергея Куприянова. Специалисты воссоздали первоначальную расцветку фасадов по оригинальным фрагментам, сохранившимся под более поздними слоями краски. На балконы установили гнутые решётки из нержавеющего сплава цинка, а на пагоду поместили воссозданные колокольчики, которые ранее были утеряны. В помещении магазина воспроизвели оригинальные прилавки и шкафы, отреставрировали кессонный потолок и украшавшие его орнаменты растений и животных. Шелковое китайское панно было отреставрировано в кремлёвских мастерских.
После завершения реконструкции в 2012 году между акционерами ООО «Перловы и Ко» обострился спор хозяйствующих субъектов, разбирательства по которому проходили с 2007-го. Жанна Киртбая обвиняла АО «ФИНАМ» в рейдерском захвате власти, в то время как представители инвестиционного холдинга подозревали генерального директора компании в преднамеренном размытии их доли. Постановление московского арбитражного апелляционного суда от сентября 2015 года подтвердило законность смещения с должности руководителя фирмы Жанны Киртбая. По состоянию на 2018-й руководителем ООО «Перловы и Ко» является Леонид Юрьевич Венжик.
В 2015 году в ходе городской программы «Моя улица» фасады магазина были обновлены и покрыты лаком. В 2017-м ходили слухи о прекращении деятельности чайного магазина на Мясницкой в связи с повышением арендной платы, однако по состоянию на 2022 год торговая точка продолжает свою работу.